# Festival ludique international de Parthenay
 (mars 2023).

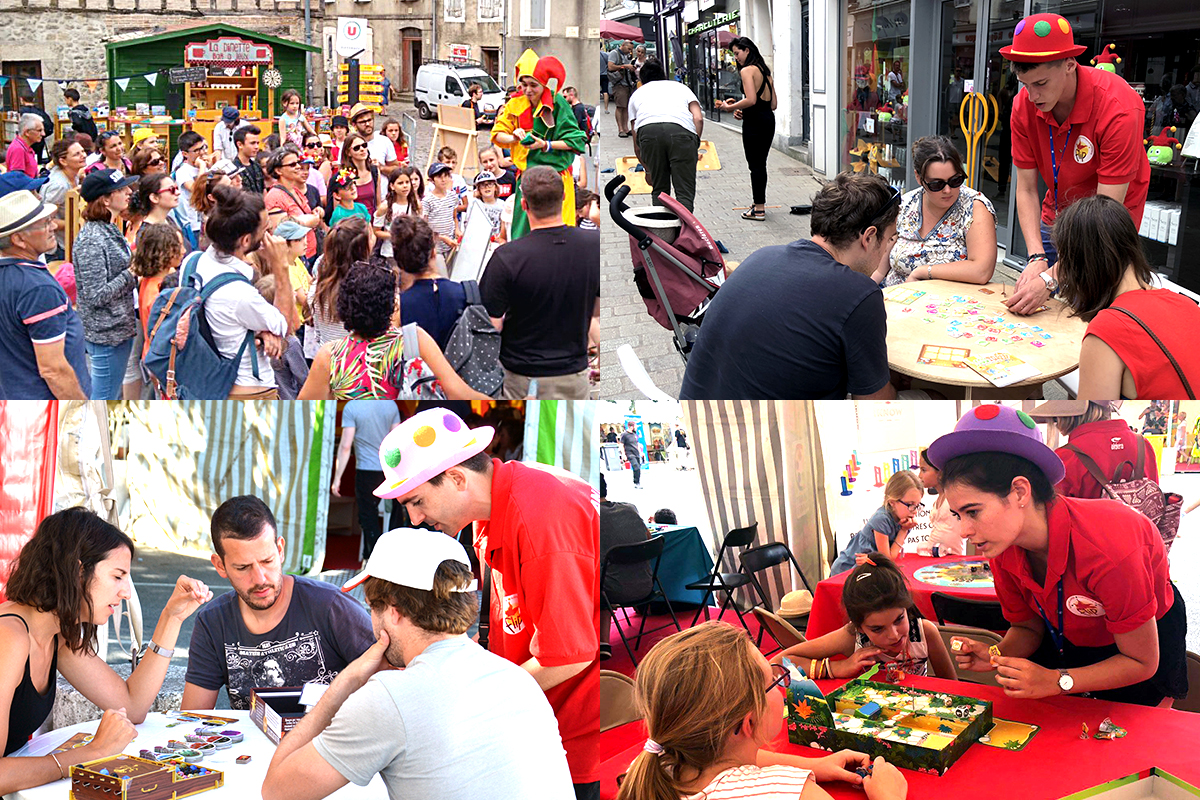
Les animations du Festival

Le Festival Ludique International de Parthenay (FLIP) ou Festival des Jeux de Parthenay est un festival de jeux créé à Parthenay dans le département des Deux-Sèvres, en 1986 et se tenant en été, généralement durant la première quinzaine de juillet.

## Historique
L'origine du FLIP est liée au Centre Aéré (de Loisirs) de Parthenay des années 1980. La Directrice de ce Centre, Mme Jeanine Boutet demandait à ses équipes d'organiser un goûter au Jardin Public de Parthenay. En août 1983, une de ces équipes a décidé pour faire le trajet Centre-Jardin de créer un jeu de piste. Le parcours était le suivant : départ du Centre, le premier lieu de rendez-vous était la salle omnisports de Parthenay ; puis, l'Eglise Saint-Laurent de Parthenay ; puis, un magasin de vêtements, 43 rue Jean Jaurès et enfin le Jardin Public. Les commerçants ont été plus qu'enchantés de voir ces nombreux enfants jouer, s'amuser et résoudre l'énigme du jeu de piste. C'est ainsi qu'une idée germa et qu'à la suite de nombreuses discussions, fut décidé pour l'année 1986 d'étendre le principe, afin de permettre aux enfants de jouer dans la rue et en créant un plus grand parcours de jeux.

## FLIP d'été
Le FLIP d'été est organisé chaque année par le service des jeux de la communauté de communes de Parthenay-Gâtine.
Le FLIP donne lieu à différentes remises de prix reconnus par les professionnels et les amateurs du jeu : les Trophées Flip, le label EducaFLIP - Jeux et Apprentissages et la Silver FLIP - Séniors et Jeux.
Depuis 2019, le format a encore évolué afin de proposer douze matinées d'ouverture en plus des traditionnelles journée d'ouverture, des nocturnes du vendredi et du samedi et des soirées jeux proposées par des associations comme Réel et Ordalie.
L’édition 2020 a été annulée en raison de l’épidémie de Covid-19.
Le FLIP d’été « est l’un des plus grands rassemblements autour du jeu dans le monde » en ce qui concerne la fréquentation. Il est sur le podium avec le salon d’Essen en Allemagne (190 000 visiteurs en 2018) et le Festival international des jeux de Cannes (110 000 visiteurs en 2019). En 2017, « 380 000 personnes ont parcouru les allées de la ville pendant les douze jours de l’événement ».

## Trophées Flip
Les différents Trophées Flip, créateurs, éditeurs et jeux vidéo sont décernés lors du Festival ludique international de Parthenay (FLIP) depuis 2004.
Le festival accueille aussi des créateurs en compétition pour les Trophées Flip Créateurs au sein d'un village qui leur est dédié. Chaque créateur présente la maquette de son jeu au public et à un jury de professionnels. Le jeu ne doit pas être encore édité au moment du concours. Chaque jeu intègre une des trois catégories : enfance, divertissement, réflexion.
Depuis 2004, le festival organise un Trophée Flip Créateurs et un Trophée Flip Éditeurs. Ainsi les deux univers se retrouvent à proximité l'un de l'autre pour dialoguer plus facilement.
En 2013, le Trophée Flip Jeux-vidéo fait son apparition. Avec ses deux récompenses (Prix du Public, Prix du Jury), ce trophée met en lumière la meilleure équipe de créateurs de jeux-vidéo en concours sur le festival. Un jury de professionnels (différent de celui des créateurs de jeux de société) décerne son prix ; et le public fait de même à travers ses votes. Le Trophée a été initié afin d'ouvrir plus largement les passerelles entre le jeu interactif et le jeu de plateau.

### Listes des Trophées FLIP par année
| Trophée Flip Éditeurs (Super Trophée Flip) | Trophée Flip Éditeurs (Super Trophée Flip) | Trophée Flip Éditeurs (Super Trophée Flip) | Trophée Flip Éditeurs (Super Trophée Flip)                       | Trophée Flip Éditeurs (Super Trophée Flip) |
| Année                                      | Catégorie                                  | Jeu                                        | Auteur(s)                                                        | Éditeur                                    |
| ------------------------------------------ | ------------------------------------------ | ------------------------------------------ | ---------------------------------------------------------------- | ------------------------------------------ |
| 2004                                       | Super Trophée Flip                         | Maka Bana                                  | François Haffner                                                 | Tilsit                                     |
| 2005                                       | Super Trophée Flip                         | Diamant                                    | Bruno Faidutti, Alan R. Moon                                     | Schmidt Spiele                             |
| 2006                                       | Super Trophée Flip                         | X Plus                                     | Xavier Semur                                                     | Winning Moves                              |
| 2007                                       | Super Trophée Flip                         | Devine Tête                                | -                                                                | Megableu                                   |
| 2008                                       | Super Trophée Flip                         | Camelot Junior                             | Raf Peeters                                                      | Smart                                      |
| 2009                                       | Super Trophée Flip                         | Dixit                                      | Jean-Louis Roubira                                               | Libellud                                   |
| 2010                                       | Super Trophée Flip                         | La course farfelue des souris des champs   | Jean-Luc Renaud                                                  | Zoé Yatéka Créations                       |
| 2011                                       | Réflexion                                  | The Boss                                   | Alain Ollier                                                     | Blackrock Games                            |
| 2011                                       | Divertissement                             | Donjons et Trésors                         | Julien Rezler                                                    | PetardTroll                                |
| 2011                                       | Enfant                                     | Polochons                                  | Liesbeth Bos                                                     | Gigamic                                    |
| 2011                                       | Jeunes Éditeurs                            | Doomed                                     | Julien Rezler                                                    | PetardTroll                                |
| 2012                                       | Réflexion                                  | Tournay                                    | Sébastien Dujardin, Xavier Georges et Alain Orban                | Pearl Games                                |
| 2012                                       | Divertissement                             | Takenoko                                   | Antoine Bauza                                                    | Matagot / Bombyx                           |
| 2012                                       | Enfant                                     | Merlin Zinzin - Le Jeu                     | Annick Lobet                                                     | Blackrock Games                            |
| 2012                                       | Jeunes Éditeurs                            | Pontu                                      | Nicolas Delclite                                                 | Grain de Crea                              |
| 2013                                       | Réflexion                                  | Descendance                                | Inka et Markus Brand                                             | Gigamic                                    |
| 2013                                       | Divertissement                             | Gobb'it                                    | Paul-Adrien Tournier, Jean-Baptiste Fremaux, Thomas Luzurier     | Old Chap Editions                          |
| 2013                                       | Enfant                                     | Les Trois Petits Cochons                   | Laurent Pouchain                                                 | Purple Brain                               |
| 2013                                       | Jeunes Éditeurs                            | Voldetour                                  | Aurélien Benhamou                                                | Arborel                                    |
| 2014                                       | Réflexion                                  | Les Bâtisseurs                             | Frédéric Henry                                                   | Bombyx                                     |
| 2014                                       | Divertissement                             | Concept                                    | Alain Rivollet, Gaëtan Beaujannot                                | Repos Production                           |
| 2014                                       | Enfant                                     | Riff Raff                                  | Christoph Cantzler                                               | Zoch                                       |
| 2014                                       | Jeunes Éditeurs                            | Pièces Montées                             | Paul Guignard                                                    | Allumettes Créations                       |
| 2015                                       | Réflexion                                  | Five Tribes                                | Bruno Cathala                                                    | Days of Wonder                             |
| 2015                                       | Divertissement                             | Colt Express                               | Christophe Raimbault                                             | Ludonaute                                  |
| 2015                                       | Enfant                                     | Crazy Cups                                 | Haim Shafir                                                      | Gigamic                                    |
| 2015                                       | Jeunes Éditeurs                            | La Chasse aux Gigamons                     | Karim Aouidad, Johann Roussel et Marie-Anne Bonneterre           | Elemon Games                               |
| 2016                                       | Réflexion                                  | Duel                                       | Antoine Bauza, Bruno Cathala                                     | Repos Production                           |
| 2016                                       | Divertissement                             | Patchwork                                  | Uwe Rosenberg                                                    | FunForge                                   |
| 2016                                       | Enfant                                     | Battle Sheep                               | Francesco Rotta                                                  | Blue Orange                                |
| 2016                                       | Jeunes Éditeurs                            | Waka Tanka                                 | Bruno Faidutti                                                   | Sweet Games                                |
| 2017                                       | Réflexion                                  | Dice Forge                                 | Régis Bonnessée                                                  | Libellud                                   |
| 2017                                       | Divertissement                             | Celestia                                   | Aaron Weissblum                                                  | Blam!                                      |
| 2017                                       | Enfant                                     | Le Bois des Couadsous                      | Blaise Müller                                                    | Jeux Opla                                  |
| 2017                                       | Exposants et Jeunes Éditeurs               | Panic Island                               | Antonin Boccara                                                  | OldChap Games                              |
| 2018                                       | Réflexion                                  | Santorini                                  | Gordon Hamilton                                                  | Spin Master                                |
| 2018                                       | Divertissement                             | Krom                                       | Xavier Baud et Kevin Berenger                                    | Borderline Editions                        |
| 2018                                       | Enfant                                     | La Chasse aux Monstres                     | Antoine Bauza                                                    | Scorpion Masqué                            |
| 2018                                       | Exposants                                  | When I Dream                               | Chris Darsaklis                                                  | Repos Production                           |
| 2019                                       | Réflexion                                  | L'île au Trésor                            | Marc Paquien                                                     | Matagot                                    |
| 2019                                       | Divertissement                             | Draftosaurus                               | Ludovic Maublanc, Antoine Bauza, Corentin Lebrat et Théo Rivière | Ankama Editions                            |
| 2019                                       | Enfant                                     | Galapa Go                                  | Valéry Fourcade                                                  | MJ Games                                   |
| 2019                                       | Exposants                                  | Cosmic Factory                             | Kane Klenko                                                      | Gigamic                                    |
| 2020                                       | Réflexion                                  | Root                                       | Cole Wehrle                                                      | Matagot                                    |
| 2020                                       | Divertissement                             | Fiesta de los Muertos                      | Antonin Boccara                                                  | OldChap Games                              |
| 2020                                       | Enfant                                     | Attrape Rêves                              | Laurent Escoffier, David Franck                                  | Space Cow                                  |
| 2021                                       | Réflexion                                  | Lueur                                      | Cédrick Chaboussit                                               | Bombyx                                     |
| 2021                                       | Divertissement                             | Skyjo                                      | Alexander Bernhardt                                              | Magilano                                   |
| 2021                                       | Enfant                                     | Dragomino                                  | Wilfried Fort, Bruno Cathala, Marie Fort                         | Blue Orange                                |
| 2022                                       | Réflexion                                  | Living Forest                              | Aske Christiansen                                                | Ludonaute                                  |
| 2022                                       | Divertissement                             | Stella : Dixit Universe                    | Gérald Cattiaux, Jean-Louis Roubira                              | Libellud                                   |
| 2022                                       | Enfant                                     | 1, 2, 3, Glisse !                          | Rafael et Joel Escalente                                         | Gigamic                                    |
| 2022                                       | Éco-Ludique                                | Dictopia                                   | Jérémy Particino                                                 | Subverti                                   |
| 2023                                       | Réflexion                                  | Rauha                                      | Johannes Goupy et Théo Rivière                                   | Grrre Games                                |
| 2023                                       | Divertissement                             | Trio                                       | Kaya Miyano                                                      | Cocktail Games                             |
| 2023                                       | Enfant                                     | Le grand prix de Belcastel                 | Wolfgang Warsch                                                  | Schmidt Spiele                             |
| 2023                                       | Éco-Ludique                                | Biomos                                     | Gricha German                                                    | Subverti                                   |
| 2024                                       | Réflexion                                  | Knarr                                      | Thomas Dupont                                                    | Bombyx                                     |
| 2024                                       | Divertissement                             | 7Wonders Architects                        | Antoine Bauza                                                    | Repos Production                           |
| 2024                                       | Enfant                                     | 2 Pommes 3 Pains                           | Tommy Paupe et Clément Gustave                                   | Prétexte                                   |
| 2024                                       | Éco-Ludique                                | Kintsugi                                   | Patrick Rauland                                                  | Palladis Games                             |

| Trophée Flip Créateurs | Trophée Flip Créateurs   | Trophée Flip Créateurs                                       | Trophée Flip Créateurs                                           | Trophée Flip Créateurs |
| Année                  | Catégorie                | Jeu                                                          | Auteur(s)                                                        | Éditeur                |
| ---------------------- | ------------------------ | ------------------------------------------------------------ | ---------------------------------------------------------------- | ---------------------- |
| 2004                   | -                        | Baron - Barre-toi de mon fief !                              | Franz Gaudois                                                    | Tilsit                 |
| 2005                   | -                        | Pandocréon Menhir                                            | Amaury Bouchard                                                  | Pandocréon             |
| 2006                   | -                        | Chahut-Bahut                                                 | Patrick Braud                                                    | -                      |
| 2007                   | -                        | Höyük                                                        | Pierre Canuel                                                    | Mage Company           |
| 2008                   | Réflexion                | Dual                                                         | David Salingue                                                   | -                      |
| 2008                   | Divertissement           | Amede                                                        | Maryline Pierrat                                                 | Editions Patte d'Ourse |
| 2009                   | Réflexion                | Les Salons de la renommée                                    | Fabien Boulay                                                    |                        |
| 2009                   | Divertissement           | Saut' crêpes                                                 | Pascal Jumel                                                     | Sweet November         |
| 2009                   | Enfant                   | Froutch! la fée                                              | Delphine Lemonnier                                               | -                      |
| 2009                   | Coup de Cœur du Public   | Saut' crêpes                                                 | Pascal Jumel                                                     | Sweet November         |
| 2010                   | Réflexion                | Gaïa (édité sous le nom: Rockwell)                           | Bruno Crépeault                                                  | Sit Down !             |
| 2010                   | Divertissement           | Ouga Bouga                                                   | Daniel Quodbach et David Boniffacy                               | Cocktail Games         |
| 2010                   | Enfant                   | La Rébellion des Pandas (édité sous le nom: Baba Yaga)       | Jérémie Caplanne                                                 | Purple Brain           |
| 2010                   | Coup de Cœur du Public   | The Boss                                                     | Alain Ollier                                                     | Blackrock Games        |
| 2011                   | Réflexion                | Les Aventuriers du ciel (édité sous le nom:L'aéropostale)    | Michel Pinon et Olivier Chanry                                   | Asyncron Games         |
| 2011                   | Divertissement           | Paper Pilot                                                  | Laurent Verrier                                                  | -                      |
| 2011                   | Enfant                   | Makiball                                                     | Annick Lobet                                                     | -                      |
| 2011                   | Coup de Cœur du Public   | Morfs (édité sous le nom: Tweegles)                          | Jérémie Caplanne                                                 | Cocktail Games         |
| 2012                   | Réflexion                | Landerdraft                                                  | Nicolas Huet                                                     | -                      |
| 2012                   | Divertissement           | Kuriosït                                                     | Hervé Rigal                                                      | -                      |
| 2012                   | Enfant                   | Abracadamot                                                  | Agnès Largeaud                                                   | -                      |
| 2012                   | Coup de Cœur du Public   | Landerdraft                                                  | Nicolas Huet                                                     | -                      |
| 2012                   | Mention Spéciale du Jury | Cami                                                         | Wilfried Fort                                                    | -                      |
| 2013                   | Réflexion                | Prohibition                                                  | Hervé Rigal                                                      | -                      |
| 2013                   | Divertissement           | Money Time                                                   | Jean-Paul et Ségolène Monnet                                     | -                      |
| 2013                   | Enfant                   | Le Capitaine (édité sous le nom: El Capitain)                | Charlotte Fillonneau                                             | Gigamic                |
| 2013                   | Coup de Cœur du Public   | Targets                                                      | Wilfried Fort                                                    | Blackrock Games        |
| 2013                   | Mention Spéciale du Jury | Mars Attaque                                                 | Patrice Pillet                                                   | -                      |
| 2014                   | Réflexion                | Booty                                                        | Pierre-Yves Aigrault                                             | -                      |
| 2014                   | Divertissement           | Stéréotypes et Préjugés (édité sous le nom: Casting)         | Romaric Galonnier                                                | Blue Cocker            |
| 2014                   | Enfant                   | Happy Birthday (édité sous le nom: Happy Party)              | Marie et Wilfried Fort                                           | Gigamic                |
| 2014                   | Coup de Cœur du Public   | Dés Bourses (édité sous le nom: Attack of the Jelly Monster) | Antonin Bocara                                                   | Libellud               |
| 2014                   | Expert                   | Si Vis Pacem                                                 | Cédric Riehl                                                     | -                      |
| 2015                   | Réflexion                | Ball Breaker (édité sous le nom: Bubblee Pop)                | Gregory Oliver                                                   | Bankiiiz               |
| 2015                   | Divertissement           | Le Donjon à Dédé (édité sous le nom: Dungeon Academy)        | Julian Allain                                                    | Matagot                |
| 2015                   | Enfant                   | La Quête de Dinarzade                                        | Thomas Espinasse et Delphine Passinge                            | -                      |
| 2015                   | Coup de Cœur du Public   | Vade Retro                                                   | Charles Klipfel, Nelson Dos Santos et Pascal Viette              | -                      |
| 2015                   | Expert                   | Potentia                                                     | Valentin Gaudicheau                                              | -                      |
| 2015                   | Mention Spéciale du Jury | Business Time                                                | Laurence et Philippe Gamelin                                     | -                      |
| 2016                   | Réflexion                | Cartomancy                                                   | Cyril Billard                                                    | -                      |
| 2016                   | Divertissement           | Pazapa (édité sous le nom: Mad Trip)                         | Charles Bossart et Sébastien Darras                              | Gigamic                |
| 2016                   | Expert                   | Time of Empire                                               | David Simiand et Pierre Voye                                     | Pearl Games            |
| 2016                   | Enfant                   | Le Cuzzle                                                    | Laurence Grenier                                                 | -                      |
| 2016                   | Coup de Cœur du Public   | Le Cuzzle                                                    | Laurence Grenier                                                 | -                      |
| 2017                   | Réflexion                | Nomades                                                      | Benoît Turpin                                                    | -                      |
| 2017                   | Divertissement           | Crack Plouf & Crock                                          | Charles Bossart                                                  | -                      |
| 2017                   | Expert                   | Steam Rush                                                   | Joachim Thome                                                    | Pearl Games            |
| 2017                   | Enfant                   | Chattrap'moi                                                 | Laurence Grenier                                                 | -                      |
| 2017                   | Coup de Cœur du Public   | Projet Parasite                                              | Sébastien Martagex                                               | -                      |
| 2018                   | Réflexion                | Under Pressure                                               | Mathieu Bossu et Thomas Cariate                                  | -                      |
| 2018                   | Divertissement           | Rush Out!                                                    | Thomas Dupont                                                    | Sit Down!              |
| 2018                   | Expert                   | Pharaon                                                      | Henri Molliné et Sylvain Lasjuilliais                            | Catch Up Games         |
| 2018                   | Enfant                   | Africa Clic                                                  | Didier Dhorbait                                                  | -                      |
| 2018                   | Coup de Cœur du Public   | Brouage (Edité sous le nom L'Île des Familiers)              | Rémi Loyer                                                       | Palladis Games         |
| 2019                   | Réflexion                | Magic Rabbit                                                 | Romaric Galonnier, Julie Dutois, Ludovic Simonet, Cécile Ziégler | Lumberjacks Studio     |
| 2019                   | Divertissement           | Gargouilles                                                  | Virginie Tacq                                                    | -                      |
| 2019                   | Expert                   | Ashraka                                                      | Jean Charton et Céline Jacob                                     | -                      |
| 2019                   | Enfant                   | Plouf!                                                       | François Gaudin                                                  | -                      |
| 2019                   | Coup de Cœur du Public   | Hybris (Edité sous le nom Hybris : Discordered Cosmos)       | Damien Chauveau                                                  | Intrafin               |
| 2021                   | Réflexion                | Heredity                                                     | Jérôme Cance, Laurent Kobel                                      | Darucat                |
| 2021                   | Divertissement           | Streets of Tokyo                                             | Julien Griffon                                                   | -                      |
| 2021                   | Enfant                   | 1 2 3 Lune                                                   | Louis Tiersonnier                                                | -                      |
| 2022                   | Coup de Coeur du Public  | Queen Bee (Edité sous le nom Alvéola)                        | Thomas Favreliere                                                | Two Manta Games        |
| 2022                   | Enfant                   | Cascades                                                     | Emmanuel Albisser                                                | -                      |
| 2022                   | Divertissement           | Pic Together                                                 | Xavier Meyer                                                     | Letheia Games          |
| 2022                   | Réflexion                | Mexicube (Edité sous le nom Yaxha)                           | Baptiste Vaiana                                                  | Helvetiq               |
| 2022                   | Prix Spécial du Jury     | Nekojima                                                     | David Carmona                                                    | Unfriendly Games       |
| 2023                   | Coup de Coeur du Public  | Prophétie                                                    | Hadrien Besse                                                    | -                      |
| 2023                   | Enfant                   | Archeo                                                       | Thomas Fraveliere et Adrien Pedro                                | -                      |
| 2023                   | Divertissement           | Grand Manoir Bizarre                                         | Louis Blaise et Justine Vanhuffel                                | -                      |
| 2023                   | Réflexion                | Exploracers                                                  | Louis Mercier                                                    | -                      |
| 2023                   | Prix Spécial du Jury     | Fantômes                                                     | Elodie Dubois                                                    | -                      |
| 2024                   | Coup de Coeur du Public  | Abyssal Sonata                                               | Laurent Kobel                                                    | -                      |
| 2024                   | Enfant                   | Le Pays des Rêves                                            | Octavie Rostan                                                   | -                      |
| 2024                   | Divertissement           | Gardien des contes                                           | Daphné Lauret et Baptiste Kriegel                                | -                      |
| 2024                   | Réflexion                | New Contemporaries                                           | Daniel Herlfer                                                   | -                      |
| 2024                   | Prix Spécial du Jury     | Amazonie                                                     | Antoine Tissot                                                   | -                      |

| Trophée Flip Jeux-vidéo | Trophée Flip Jeux-vidéo       | Trophée Flip Jeux-vidéo | Trophée Flip Jeux-vidéo | Trophée Flip Jeux-vidéo |
| Année                   | Catégorie                     | Jeu                     | Auteur(s) | Éditeur                 |
| ----------------------- | ----------------------------- | ----------------------- | --- | ----------------------- |
| 2013                    | Prix du Jury                  | Scrolling Survivor      | Charly Piva | Zoglu                   |
| 2013                    | Prix du Public                | Greyhound Race          | Erwan Pennec, Sylvain Ouillon, Nicolas Quillot, Nicolas Beluze, Logan Jeanny, Maxime Duchamp, Bruno Bergier, Cyril Egasse, Gerald Coffard | GR Studio Inc           |
| 2014                    | Prix du Jury                  | Replay                  | Neko Entertainment | Neko Entertainment      |
| 2014                    | Prix du Public                | White Night             | OSome Studio | OSome Studio            |
| 2015                    | Prix du Jury                  | Splasher                | Splash Team | Splash Team             |
| 2015                    | Prix du Public                | Square Arena            | Hepta Games | Hepta Games             |
| 2016                    | Prix du Public & Prix du Jury | Tiny Clusters           | Thibaut Mereu | Shellbound              |
| 2017                    | Prix du Jury                  | Chop                    | Claws Up Games | Claws Up Games          |
| 2017                    | Prix du Public                | Skybolt Zack            | Isart Digital | Devs Must Die           |
| 2018                    | Prix du Jury                  | Epic Loon               | Macrales Studio | Macrales Studio         |
| 2018                    | Prix du Public                | Naraa                   | Isart Digital | Isart Digital           |
| 2019                    | Prix du Jury                  | Plague                  | Le Fresnoy Studio | Le Fresnoy Studio       |
| 2019                    | Prix du Public                | Eat'n Eaten             | Gaëtan Benoit | Gatslab Studio          |
| 2020                    | Annulé                        | Annulé                  | Annulé | Annulé                  |
| 2021                    | Annulé                        | Annulé                  | Annulé | Annulé                  |
| 2022                    | Prix du Public & Prix du Jury | Assassinvisible         | Lilonna Rondeleux et Bastien Loizillon | Zaatar Café             |
| 2023                    | Prix du Jury                  | Fired Up!               | Marsli Keltoum | CNAM Enjmin             |
| 2023                    | Prix du Public                | Crystal Bond            | Bruno Nicolaï, Marie Frey | ESMA                    |
| 2024                    | Prix du jury                  | Quadroids               | | Blue Loops Studio's     |
| 2024                    | Prix du Public                | Inkesis                 | | Isart Digital           |

## Le label EducaFLIP
Le label EducaFLIP souhaite identifier des jeux à forts potentiels pédagogiques utilisables en classe et en famille.
Des professionnels de l’éducation mettent en valeur des jeux de société utilisables en classe ou à la maison.

### Les Lauréats du label EducaFLIP par année
| Label EducaFLIP | Label EducaFLIP                     | Label EducaFLIP                                                          | Label EducaFLIP     |
| Année           | Jeu                                 | Auteur(s)                                                                | Éditeur             |
| --------------- | ----------------------------------- | ------------------------------------------------------------------------ | ------------------- |
| 2015            | Chronicards                         | Grégory Pailloncy                                                        | On the Go Éditions  |
| 2015            | Pontu                               | Nicolas Delclite                                                         | Grain de Créa       |
| 2015            | Dessine moi un mot                  | Mathilde Gosselin                                                        | Éditions Cit'inspir |
| 2016            | Phare Andole                        | Frédéric Langlois                                                        | Oka Luda Édition    |
| 2016            | Ne Mange Pas la Consigne Circus     | François Petit                                                           | Cat's Family        |
| 2016            | Feelings                            | Jean-Louis Roubira, Vincent Bidault                                      | Act in Games        |
| 2017            | Imagine                             | Shotaro Nakashima, Hiromi Oikawa, Motoyuki Ohki, Shingo Fujita, Shintaro | Cocktail Games      |
| 2017            | Melicado                            | Ségolène et Jean Paul Monnet                                             | Cartaping           |
| 2017            | Après l'Orage                       | Zoé Yatéka                                                               | Zoé Yatéka Création |
| 2018            | Logic City                          | -                                                                        | Goula               |
| 2018            | L'Atelier des Potions               | -                                                                        | Plaisir Maths       |
| 2018            | Donut Fight                         | -                                                                        | Éditions Kerozenn   |
| 2019            | Twisty                              | Faouzi Boughida                                                          | Djeco               |
| 2019            | Par Odin                            | Antonin Boccara                                                          | OldChap Games       |
| 2019            | Multi Héros                         | Lorin Walter                                                             | Mon École.fr        |
| 2021            | Caty Mini                           | Jeffrey D.Allers                                                         | Tiki Éditions       |
| 2021            | Space Builder                       | Jonathan Favre-Godal                                                     | Djeco               |
| 2021            | Speed Letters                       | Nicolas Bernard                                                          | Le Droit de Perdre  |
| 2022            | Sheep Hop                           | Maël et Florian Fay                                                      | Space Cow           |
| 2022            | Mot Malin                           | Grégory Grard                                                            | Blue Orange         |
| 2022            | Lucky Numbers                       | Michael Schacht                                                          | Tiki Éditions       |
| 2023            | Nimbus                              | Paul-Henri Argiot et Cyril Blondel                                       | Flip Flap Éditions  |
| 2023            | Toko Island                         | Wilfried et Marie Fort                                                   | Helvetiq            |
| 2023            | The Key – Vols à la villa Cliffrock | Thomas Sing                                                              | Haba                |
| 2024            | Chou y es-tu ?                      | Xavier Violeau                                                           | Space Cow           |
| 2024            | Mysterium kids                      | Antonin Boccara et Yves Hirschfeld                                       | Libellud            |

## Le label Silver FLIP
Créé en 2016, le label Silver FLIP récompense les jeux adaptés aux plus anciens, avec le partenariat du Collectif Vive les Aidants et le Centre local d'information et de coordination (CLIC) de Gâtine.
Olivier Decroix (créateur du Label éducatif EducaFlip et contributeur du site Vive les Aidants), Marie Guillet (ludothécaire et organisatrice du Silver Flip) et Pascal Pousse (directeur de l’Association gérontologique du nord Deux-Sèvres) sont à l'origine du projet.
Durant un an, six jeux sont en lice pour l'obtention du label Silver Flip. Ils sont testés par les personnes âgées et leurs aidants au sein des structures EHPAD, des résidences privés et des foyers logements des Deux-Sèvres.
Les jeux sont présentés par des animateurs et les retours des aidants professionnels permettent de récompenser deux jeux désignés comme les lauréats de l'année.

### Les Lauréats du label Silver FLIP par année
| Label Silver FLIP | Label Silver FLIP | Label Silver FLIP                | Label Silver FLIP                | Label Silver FLIP |
| Année             | Jeu               | Auteur(s)                        | Illustrateur(s)                  | Éditeur           |
| ----------------- | ----------------- | -------------------------------- | -------------------------------- | ----------------- |
| 2018              | Crazy Cups        | Haim Shafir                      | Yaniv Shimoni et Barbara Spelger | Gigamic           |
| 2018              | Chronicards       | Grégory Pailloncy                |                                  | On the Go         |
| 2021              | Décrocher la lune | Juan Rodriguez et Fabien Riffaud | Emmanuel Malin                   | Bombyx            |
| 2021              | Stay Cool         | Julien Sentis                    | Nils                             | Asmodée           |
| 2024              | Crack list        | Pierre Faucon                    | Charlotte Faucon                 | Yaqua Studio      |
| 2024              | Crazy Sticks      | Janod                            | Janod                            | Janod             |

## FLIP d'hiver
Le FLIP d'hiver avait lieu durant deux jours en week-end, en espace couvert, à la fin novembre. Depuis 2010, il est organisé par la ludothèque de Parthenay sous l'appellation « La Ludo en Fête ».